# 3 lipca
3 lipca jest 184. (w latach przestępnych 185.) dniem w kalendarzu gregoriańskim. Do końca roku pozostaje 181 dni.
Jest to środkowy dzień roku w latach przestępnych.

## Święta
- Imieniny obchodzą: Anatol, Heliodor, Jacek, Józef, Leon, Leona, Longin, Longina, Miłosław, Mirosław, Racigniew, Radomir, Teodot, Tomasz i Tryfon.
- Białoruś – Dzień Niepodległości (święto oficjalne)
- Wspomnienia i święta w Kościele katolickim[1][2] obchodzą:
  - św. Anatol z Laodycei (biskup)
  - św. Hiacynt z Cezarei Kapadockiej (męczennik)[3]
  - św. Leon II (papież)
  - bł. Maria Anna Mogas Fontcuberta
  - św. Tomasz (apostoł).
  - św. Nerses Wielki (obrządek ormiański)[4]

## Wydarzenia w Polsce
- 1410 – Wielka wojna z zakonem krzyżackim: pod Czerwińskiem wojska polskie króla Władysława II Jagiełły zakończyły przeprawę po tymczasowym moście łyżwowym przez Wisłę, aby następnie połączyć się z wojskami litewskimi i ruszyć na państwo zakonne.
- 1519 – Król Zygmunt I Stary nadał prawa miejskie Karniszynowi.
- 1526 – Położono kamień węgielny pod budowę kościoła św. Wita w Rogoźnie.
- 1660 – IV wojna polsko-rosyjska: wojska hetmana wielkiego litewskiego Pawła Jana Sapiehy odzyskały Mińsk.
- 1668 – Król Jan Kazimierz przekazał dominikanom nieistniejącą już warszawską Kaplicę Moskiewską, nazywaną także Grobowcem Carów Szujskich.
- 1748 – W Ogrodzie Saskim w Warszawie otwarto teatr operowy Operalnia.
- 1862 – W Warszawie członek Organizacji Miejskiej Warszawy Ludwik Jaroszyński dokonał nieudanego zamachu na namiestnika Królestwa Polskiego, wielkiego księcia Konstantego Romanowa. Zamachowiec został schwytany, skazany na śmierć i stracony 21 sierpnia.
- 1870 – Na dziedzińcu dzisiejszego Pałacu Prezydenckiego w Warszawie odsłonięto pomnik Iwana Paskiewicza.
- 1886 – Uruchomiono warszawski wodociąg wraz ze Stacją Filtrów i Stacją Pomp Rzecznych.
- 1893 – W Nowym Sączu powstał Związek Stronnictwa Chłopskiego, pierwsza polityczna organizacja chłopska w Europie.
- 1896 – Na ulice Bydgoszczy wyjechał pierwszy tramwaj elektryczny.
- 1905 – Od uderzenia pioruna spłonęła wieża kościoła św. Katarzyny w Gdańsku.
- 1921 – W Lublinie Bolesław Bierut poślubił Janinę Górzyńską.
- 1924 – W Warszawie rozpoczął się I Narodowy Zlot Harcerzy.
- 1936 – Powstała Wyższa Szkoła Lotnicza w Warszawie.
- 1940 – Na podstawie listy proskrypcyjnej, gestapo dokonało aresztowania ponad 40 czołowych działaczy i zawodników klubu sportowego RKS Skra Warszawa[5].
- 1941 – W zdobytym przez Wehrmacht Krzemieńcu ukraińscy nacjonaliści dokonali masakry około 300-500 Żydów.
- 1942 – W lesie pod wsią Warzyce koło Jasła Niemcy zamordowali 850 Żydów.
- 1943 – W odwecie za pomoc udzielaną partyzantom Niemcy dokonali pacyfikacji wsi Popówka na Podlasiu (36–37 zabitych, w tym 16 dzieci) i Majdan Stary na Zamojszczyźnie (75 zabitych).
- 1947 – Sejm Ustawodawczy przyjął ustawę o odbudowie Warszawy.
- 1949 – W katedrze lubelskiej doszło do tzw. cudu lubelskiego.
- 1961 – Urodził się 30-milionowy obywatel Polski.
- 1967 – 7 osób zginęło, a 47 zostało rannych w katastrofie kolejowej pod Działdowem.
- 1981 – Ustanowiono odznaczenie Warszawski Krzyż Powstańczy.
- 1989 – W „Gazecie Wyborczej” ukazał się artykuł wstępny Adama Michnika Wasz prezydent, nasz premier.
- 1995 – Marian Dziurowicz został prezesem Polskiego Związku Piłki Nożnej.
- 2002 – Sejm RP przyjął ustawę Prawo lotnicze.
- 2005 – Założono stowarzyszenie Młodzi Socjaliści.

## Wydarzenia na świecie

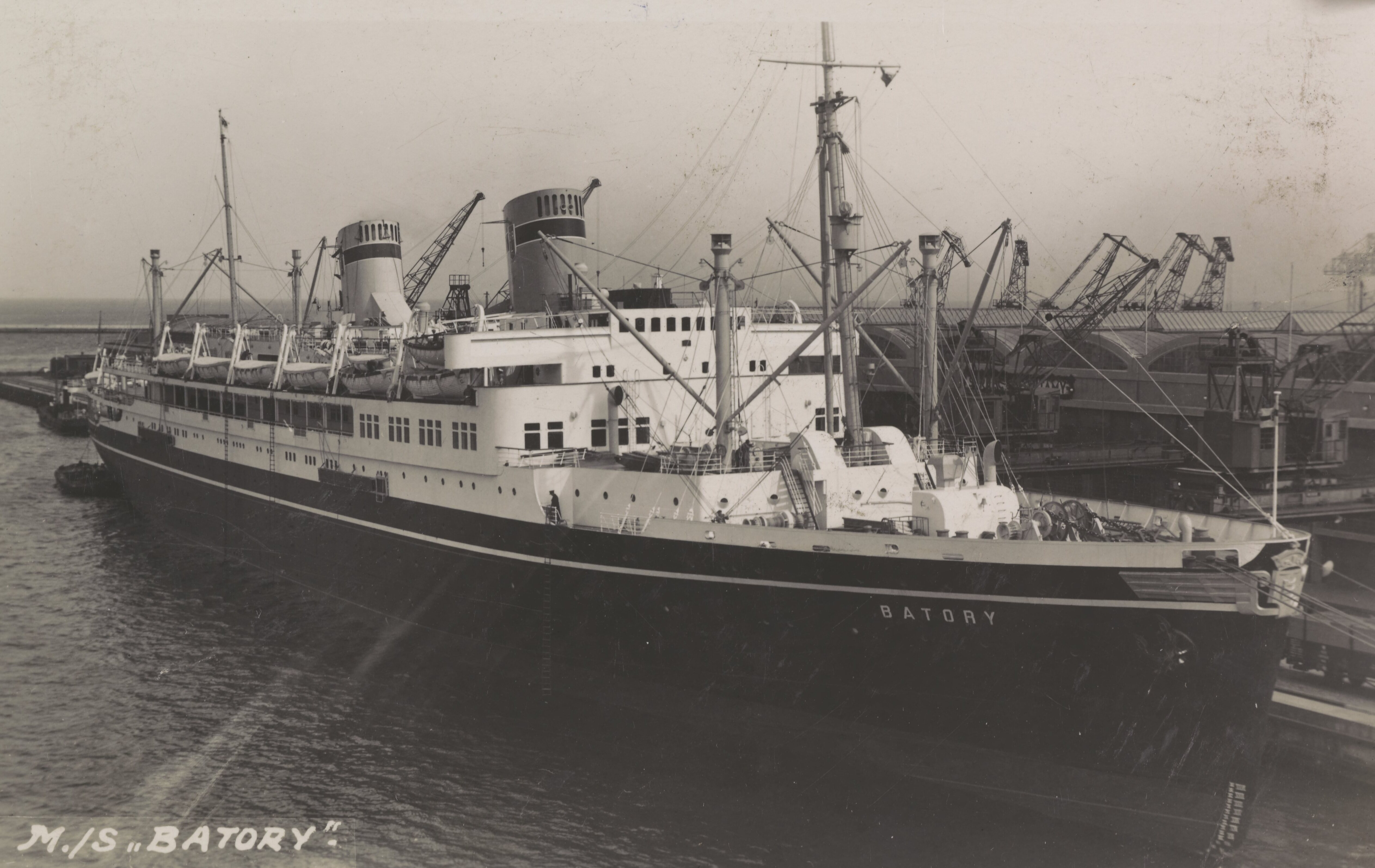
Transatlantyk „Batory“

- 321 – Cesarz rzymski Konstantyn I Wielki wydał edykt zakazujący odbywania procesów sądowych w niedzielę. W pierwszym edykcie z 3 marca tego samego roku wprowadził niedzielny odpoczynek dla wszystkich kategorii pracowników z wyjątkiem rolników.
- 324 – Zwycięstwo Konstantyna I Wielkiego nad Licyniuszem w bitwie pod Adrianopolem.
- 987 – Hugo Kapet został koronowany na króla Francji.
- 1449 – Król Szkocji Jakub II poślubił Marię of Gueldres.
- 1503 – Leonardo da Vinci wysłał list do sułtana Imperium osmańskiego Bajazyda II, oferując w nim swoje usługi inżynierskie, m.in. zbudowanie mostu w Konstantynopolu.
- 1535 – Konkwistador Diego de Almagro wyruszył z Cuzco w Peru na podbój Chile.
- 1606 – Hermogen został wybrany na patriarchę Moskwy i całej Rusi.
- 1608 – Założono miasto Quebec.
- 1655 – Papież Aleksander VII erygował diecezję litomierzycką w Czechach.
- 1660 – Erupcja Wezuwiusza.
- 1721 – Norweski misjonarz luterański Hans Egede wylądował na Grenlandii.
- 1738 – Król Neapolu i Sycylii Karol (późniejszy król Hiszpanii Karol III) ustanowił Order Świętego Januarego, odznaczenie honorowego zgromadzenia rycerskiego Królestwa Obojga Sycylii.
- 1754 – Brytyjska wojna z Francuzami i Indianami: zwycięstwo wojsk francuskich w bitwie pod Great Meadows.
- 1767:
  - Ukazało się pierwsze wydanie najstarszego norweskiego dziennika „Trondheims Adresse-Contoirs Efterretning” (od 1927 roku „Adresseavisen”).
  - Została odkryta wyspa Pitcairn na Pacyfiku.
- 1778:
  - Prusy wypowiedziały wojnę Austrii.
  - Wojna o niepodległość Stanów Zjednoczonych: lojaliści i wspierający ich Irokezi dokonali masakry ponad 300 amerykańskich milicjantów w Dolinie Wyoming w dzisiejszej Pensylwanii.
- 1800 – Papież Pius VII przybył do Rzymu po prawie 4 miesiącach od swego wyboru i przejął miasto od wycofujących się wojsk neapolitańskich.
- 1801 – W Hawrze zwodowano drugi okręt podwodny „Nautilus” skonstruowany przez amerykańskiego inżyniera Roberta Fultona. Pierwszy okręt o tej samej nazwie zwodowano rok wcześniej.
- 1814 – Wojna brytyjsko-amerykańska: zwycięstwo wojsk amerykańskich w bitwie o Fort Erie.
- 1815:
  - II wojna berberyjska: komodor Stephen Decatur podpisał na pokładzie fregaty USS „Guerriere” traktat pokojowy z dejem Algieru, który odrzucił go natychmiast po odpłynięciu Amerykanów.
  - Wojska koalicji antyfrancuskiej wkroczyły ponownie do Paryża.
- 1829 – Ustanowiono Order Zbawiciela, najstarsze i najwyższe greckie odznaczenie.
- 1863 – Wojna secesyjna: zwycięstwem wojsk Unii zakończyła się bitwa pod Gettysburgiem.
- 1864 – Ziemia została opasana kablem telegraficznym.
- 1866 – Wojna siedmiotygodniowa: wojska austriackie poniosły klęskę w bitwie z Prusakami pod Sadową.
- 1871 – Zakończyła się nierozstrzygnięta koreańsko-amerykańska bitwa o wyspę Ganghwa.
- 1874 – Otwarto ogród zoologiczny w szwajcarskiej Bazylei.
- 1876 – W niemieckim Marpingen miało miejsce pierwsze z serii objawień maryjnych trzem 8-letnim dziewczynkom.
- 1880 – Ukazało się pierwsze wydanie założonego przez Thomasa Alvę Edisona amerykańskiego czasopisma naukowego „Science”.
- 1886 – Na Ringstraße w Mannheim został zaprezentowany trzykołowy pojazd z silnikiem spalinowym i elektrycznym zapłonem Benz Patent-Motorwagen Nummer 1, pierwszy automobil skonstruowany przez Karla Benza.
- 1890 – Idaho jako 43. stan dołączyło do Unii.
- 1892 – Założono argentyński klub piłkarski Lobos AC.
- 1898 – Wojna amerykańsko-hiszpańska: klęska floty hiszpańskiej w bitwie pod Santiago de Cuba.
- 1906 – Pierwszy tramwaj elektryczny wyjechał na ulice Charkowa.
- 1908:
  - Na Krecie włoski archeolog Luigi Pernier odnalazł w pozostałościach pałacu z kultury minojskiej tzw. dysk z Fajstos.
  - Wybuchła rewolucja młodoturecka.
- 1909 – W stoczni w Cherbourgu zwodowano francuski okręt podwodny „Thermidor”.
- 1913 – Włoska załoga odparła atak na Fort Szughab przeprowadzony przez powstańców libijskich.
- 1914 – Podpisano trójstronne porozumienie pomiędzy Chinami, Tybetem i Wielką Brytanią. Zgodnie z nim, Chiny pozostawały „de iure” suwerenem Tybetu, jednak musiały uznać jego pełną autonomię wewnętrzną.
- 1916 – Zwycięstwo amerykańskich wojsk interwencyjnych w bitwie pod Barranquitą na Dominikanie.
- 1921 – Ustanowiono Order Sokoła Islandzkiego, najwyższe odznaczenie państwowe Islandii.
- 1928 – W Londynie przeprowadzono pierwszą transmisję telewizyjną w kolorze.
- 1931:
  - W Krolloper w Berlinie wystawiono operę Wesele Figara Wolfganga Amadeusa Mozarta, po czym obiekt został zamknięty.
  - Wykonano ostatni wyrok śmierci na Gibraltarze (w czasie pokoju).
- 1933 – W Londynie podpisano  Konwencję o określeniu napaści.
- 1934 – Założono Bank Kanady.
- 1935:
  - Minister spraw zagranicznych Józef Beck złożył wizytę w Berlinie, w czasie której został przyjęty przez Adolfa Hitlera.
  - W stoczni we włoskim Monfalcone zwodowano transatlantyk „Batory”.
- 1938 – Brytyjska Gresley „Mallard” A4 pobiła aktualny do dzisiaj światowy rekord prędkości lokomotywy z napędem parowym (203 km/h).
- 1940 – II wojna światowa: w związku z klęską Francji brytyjska marynarka wojenna przeprowadziła akcję przejęcia lub zniszczenia francuskich okrętów wojennych w portach brytyjskich i śródziemnomorskich. W porcie Al-Marsa al-Kabir we francuskiej Algierii, po odrzuceniu brytyjskiego ultimatum, wskutek ostrzału artyleryjskiego eksplodował pancernik „Bretagne”(inne języki), w wyniku czego zginęło 977 spośród 1130 członków załogi, a pozostałe okręty zostały ciężko uszkodzone lub uciekły.
- 1941:
  - Józef Stalin wygłosił pierwsze od początku niemieckiej inwazji na ZSRR, transmitowane w radiu przemówienie w którym, wezwał narody ZSRR do wielkiej wojny ojczyźnianej.
  - Na cmentarzu żydowskim w litewskim Jurborku oddziały niemieckie i miejscowa policja rozstrzelały 322 Żydów.
- 1944:
  - Bitwa o Atlantyk: niemiecki U-Boot U-154 został zatopiony na zachód od Madery za pomocą bomb głębinowych przez amerykańskie niszczyciele eskortowe USS „Frost” i USS „Inch”, w wyniku czego zginęła cała, 57-osobowa załoga.
  - Front wschodni: Armia Czerwona wyzwoliła Mińsk.
- 1946 – Założono Meksykańską Akademię Wiedzy i Sztuki Filmowej.
- 1947 – Amir Sjarifuddin został premierem Indonezji.
- 1950 – 25 osób zginęło w wyniku uderzenia pociągu ekspresowego w autokar na przejeździe we francuskiej miejscowości Saint-Amour przy granicy ze Szwajcarią.
- 1952:
  - Dokonano oblotu radzieckiego śmigłowca Jak-24.
  - Transatlantyk „United States” wypłynął w swój dziewiczy rejs z Nowego Jorku do Hawru i Southampton.
- 1953 – Austriak Hermann Buhl dokonał pierwszego wejścia na szczyt himalajskiego ośmiotysięcznika Nanga Parbat (8126 m n.p.m.).
- 1958 – W Waszyngtonie podpisano amerykańsko-brytyjski traktat o wzajemnej obronie.
- 1960 – Na Monte Besimauda w Alpach Liguryjskich we Włoszech w wyniku uderzenia pioruna w grupę pielgrzymów zginęły 4 osoby, a 30 odniosło obrażenia.
- 1962:
  - Francja uznała niepodległość Algierii.
  - Premiera filmu Ptasznik z Alcatraz w reżyserii Johna Frankenheimera.
- 1963:
  - 23 osoby zginęły w katastrofie należącego do National New Zealand Airways Corporation samolotu Douglas DC-3 na Nowej Zelandii.
  - W Moskwie poinformowano, że pracownik brytyjskich służb specjalnych i agent radzieckiego wywiadu Kim Philby znajduje się w ZSRR i że otrzymał miejscowe obywatelstwo.
- 1966 – Gen. René Barrientos wygrał wybory prezydenckie w Boliwii.
- 1967 – Południowoafrykańska mennica państwowa rozpoczęła bicie złotych Krugerrandów.
- 1968:
  - Ukazał się album Waiting for the Sun amerykańskiego zespołu The Doors.
  - W katastrofie samolotu Airspeed Ambassador podczas lądowania na lotnisku Heathrow pod Londynem zginęło 6 osób i 8 koni wyścigowych, a 2 osoby zostały ciężko ranne. Poza tym na ziemi rannych zostało 31 osób, w tym 2 ciężko, a 2 zaparkowane samoloty pasażerskie zostały uszkodzone.
- 1969 – Krótko po starcie eksplodowała radziecka rakieta nośna N1 mająca wynieść sztucznego satelitę Księżyca, co spowodowało rezygnację z planów wystrzelenia na Księżyc statku załogowego z Aleksiejem Leonowem, jeszcze przed amerykańską misją Apollo 11.
- 1970 – 112 osób zginęło w katastrofie lecącego z Manchesteru do Barcelony samolotu de Havilland Comet brytyjskich linii Dan-Air w hiszpańskiej prowincji Girona.
- 1971:
  - 68 osób zginęło w katastrofie należącego do Toa Domestic Airlines samolotu NAMC YS-11 na japońskiej wyspie Hokkaido.
  - W Indonezji po 16 latach przeprowadzono drugie po odzyskaniu niepodległości wybory parlamentarne.
- 1974:
  - Podczas rozgrywanych w RFN X Mistrzostw Świata w Piłce Nożnej Polska przegrała w meczu o awans do finału na Stadionie Leśnym we Frankfurcie nad Menem z gospodarzami 0:1.
  - W Moskwie podpisano radziecko-amerykański Traktat o ograniczeniu podziemnych prób broni jądrowej.
  - Został wystrzelony statek Sojuz 14 z misją załogową na stację orbitalną Salut 3.
- 1976 – W Duisburgu w Nadrenii Północnej-Westfalii został aresztowany seryjny morderca i kanibal Joachim Kroll.
- 1979 – Prezydent USA Jimmy Carter podpisał dokument upoważniający do finansowania antykomunistycznych partyzantów w Afganistanie.
- 1980 – Przygotowująca się do Igrzysk Olimpijskich w Moskwie 20-letnia radziecka gimnastyczka Jelena Muchina uległa wypadkowi w trakcie treningu, uszkadzając odcinek szyjny rdzenia kręgowego, co doprowadziło do paraliżu czterokończynowego.
- 1985:
  - Francesco Cossiga został prezydentem Włoch.
  - Premiera filmu science fiction Powrót do przyszłości w reżyserii Roberta Zemeckisa.
- 1988:
  - Nad Bosforem w Stambule otwarto Most Mehmeda Zdobywcy.
  - Nad Zatoką Perską amerykański krążownik USS „Vincennes” zestrzelił omyłkowo irański samolot pasażerski Airbus A300 z 290 osobami na pokładzie.
- 1991 – Premiera filmu science fiction Terminator 2: Dzień sądu w reżyserii Jamesa Camerona.
- 1996:
  - Boris Jelcyn wygrał po raz drugi wybory prezydenckie w Rosji.
  - Do Szkocji powrócił Kamień Przeznaczenia.
  - Premiera filmu science fiction Dzień Niepodległości w reżyserii Rolanda Emmericha.
  - Został zawarty konkordat między Saksonią a Stolicą Apostolską.
- 1998:
  - Mamadou Lamine Loum został premierem Senegalu.
  - Została wystrzelona niedoszła japońska sonda marsjańska Nozomi.
- 2002 – Wprowadzono nowy podział administracyjny Bahrajnu.
- 2005:
  - W Bagdadzie został uprowadzony i następnie zamordowany egipski ambasador Ihab al-Sherif.
  - W Hiszpanii weszła w życie ustawa legalizująca małżeństwa osób tej samej płci.
- 2006:
  - Asteroida 2004 XP14 zbliżyła się do Ziemi na odległość 432 308 km.
  - W katastrofie metra w hiszpańskiej Walencji zginęły 43 osoby, a 47 zostało rannych.
- 2009 – 41 osób zginęło w katastrofie wojskowego śmigłowca Mi-17 w północno-zachodnim Pakistanie.
- 2012 – 40 osób zginęło, a 122 zostały ranne w wyniku wybuchu samochodu-pułapki przed szyickim meczetem w irackim mieście Ad-Diwanijja.
- 2013 – W wojskowym zamachu stanu w Egipcie został obalony prezydent Muhammad Mursi.
- 2014 – Domingos Simoes Pereira został premierem Gwinei Bissau.
- 2016:
  - Imad Chamis został premierem Syrii.
  - W zamachu bombowym w Bagdadzie zginęły 292 osoby, a 225 zostało rannych.
- 2020 – Jean Castex został premierem Francji.
- 2022 – 21 osób zginęło, a 243 zostało rannych w trzydniowych protestach w Karakałpacji, wywołanych zapowiedzianymi przez prezydenta Uzbekistanu Shavkata Mirziyoyeva poprawkami do konstytucji, które, gdyby weszły w życie, ograniczyłyby autonomię tego regionu.

## Urodzili się
- 1423 – Ludwik XI, król Francji (zm. 1483)
- 1442 – Go-Tsuchimikado, cesarz Japonii (zm. 1500)[potrzebny przypis]
- 1499 – Pierro Vettori, włoski pisarz, filolog, humanista (zm. 1585)[potrzebny przypis]
- 1518 – Li Shizhen, chiński lekarz, farmaceuta (zm. 1593)
- 1530 – Claude Fauchet, francuski historyk (zm. 1601)[potrzebny przypis]
- 1550 – Jacobus Gallus, słoweński kompozytor (zm. 1591)
- 1576 – Anna Hohenzollern, księżna pruska (zm. 1625)
- 1589 – Johann Georg Wirsung, niemiecki lekarz, anatom, wykładowca akademicki (zm. 1643)
- 1632 – Tylman z Gameren, niderlandzki architekt działający w Polsce (zm. 1706)
- 1676 – Leopold I, książę Anhalt-Dessau, feldmarszałek (zm. 1747)
- 1683 – Edward Young, angielski poeta (zm. 1765)[potrzebny przypis]
- 1709 – Wilhelmina, księżniczka pruska, margrabina Bayreuth (zm. 1758)
- 1716 – Philipp Gotthard von Schaffgotsch, niemiecki duchowny katolicki, biskup wrocławski (zm. 1795)
- 1726 – Wincenty Józef Le Rousseau de Rosencoat, francuski jezuita, męczennik, błogosławiony (zm. 1792)
- 1728 – Robert Adam, szkocki architekt, dekorator wnętrz (zm. 1792)[potrzebny przypis]
- 1738 – John Singleton Copley, amerykański malarz, rysownik (zm. 1815)
- 1746:
  - Henry Grattan, irlandzki polityk (zm. 1820)
  - Zofia Magdalena Oldenburg, królowa Szwecji (zm. 1813)
- 1748 – William Chalmers, szwedzki kupiec, wolnomularz (zm. 1811)
- 1758 – Wizyta Mrozowicka, polska szlachcianka, tłumaczka (zm. 1795)
- 1767 – Jean-Joseph Dessolles, francuski generał, polityk, premier Królestwa Francji (zm. 1828)
- 1772 – Henryk Karol, wirtemberski książę (zm. 1833)
- 1776 – Józef Kalasanty Dzieduszycki, polski ziemianin, kapitan, bibliofil, kolekcjoner, działacz gospodarczy (zm. 1847)[potrzebny przypis]
- 1778 – Carl Ludwig Engel, niemiecki architekt (zm. 1840)
- 1780 – C.L. Lehmus, niemiecki matematyk (zm. 1863)
- 1782 – Pierre Berthier, francuski mineralog, geolog (zm. 1861)
- 1783 – Wilhelm, pruski książę, generał (zm. 1851)
- 1789 – Johann Friedrich Overbeck, niemiecki malarz, grafik (zm. 1869)
- 1796 – Nikołaj Polewoj, rosyjski pisarz, publicysta, historyk, wydawca (zm. 1846)
- 1805:
  - Jean-Baptiste Nothomb, belgijski polityk, premier Belgii (zm. 1881)[potrzebny przypis]
  - Wilhelm Gottlieb Baisch, niemiecki litograf (zm. 1864)
- 1806 – Blanka Teleki, węgierska działaczka na rzecz edukacji kobiet, malarka (zm. 1862)
- 1807 – Thomas Gore Browne, brytyjski wojskowy, administrator kolonialny (zm. 1887)
- 1811 – Bartolomeo d’Avanzo, włoski duchowny katolicki, biskup Teano-Calvi, kardynał (zm. 1884)
- 1813 – Jacinto Vera, urugwajski duchowny katolicki, biskup Montevideo, czcigodny Sługa Boży (zm. 1881)
- 1814:
  - Joseph Sadoc Alemany y Conill, hiszpański duchowny katolicki, arcybiskup San Francisco (zm. 1888)
  - Jānis Cimze, łotewski kompozytor, pedagog (zm. 1881)
  - Antonín Strobach, czeski prawnik, polityk, burmistrz Pragi (zm. 1856)
- 1815 – Bernard Lesman, polski księgarz, wydawca, nauczyciel pochodzenia żydowskiego (zm. 1878)
- 1822 – Leonard Jarosz, polski prawnik, sędzia, polityk (zm. 1885)
- 1828 – Władysław Czartoryski, polski książę, polityk, działacz niepodległościowy i emigracyjny (zm. 1894)
- 1835 – William Vincent Lucas, amerykański polityk (zm. 1921)
- 1837 – Awit Szubert, polski malarz portrecista, fotograf (zm. 1919)
- 1844 – Dankmar Adler, amerykański architekt pochodzenia niemieckiego (zm. 1900)
- 1850 – Alfredo Keil, portugalski kompozytor, malarz, poeta pochodzenia niemieckiego (zm. 1907)
- 1852 – Theodore Robinson, amerykański malarz (zm. 1896)
- 1854:
  - Leoš Janáček, czeski kompozytor (zm. 1928)
  - Heliodor Święcicki, polski ginekolog, działacz społeczny (zm. 1923)
- 1857 – Pawieł Mitrofanow, rosyjski biolog, histolog, anatom (zm. 1920)
- 1861 – Peter Jackson, australijski bokser pochodzenia karaibskiego (zm. 1901)
- 1862 – Bolesława Lament, polska zakonnica, założycielka Zgromadzenia Sióstr Misjonarek Świętej Rodziny, błogosławiona (zm. 1946)
- 1870 – Richard Bedford Bennett, kanadyjski polityk, premier Kanady (zm. 1947)
- 1874 – Jean Collas, francuski rugbysta (zm. 1928)
- 1875 – Ferdinand Sauerbruch, niemiecki chirurg (zm. 1951)
- 1878 – Jakow Jurowski, rosyjski działacz bolszewicki pochodzenia żydowskiego (zm. 1938)[potrzebny przypis]
- 1879 – Alfred Korzybski, polsko-amerykański inżynier, filozof, logik, wykładowca akademicki (zm. 1950)
- 1881:
  - Dow Ber Borochow, rosyjski filozof, polityk pochodzenia żydowskiego (zm. 1917)
  - Heinrich Brandler, niemiecki działacz komunistyczny (zm. 1967)
  - Leon Errol, amerykański aktor, komik pochodzenia żydowskiego (zm. 1951)
- 1882:
  - Dirk Lotsij, holenderski piłkarz (zm. 1965)
  - Władysław Markowski, polski oficer (zm. 1944)
- 1883 – Franz Kafka, austriacki pisarz pochodzenia żydowskiego (zm. 1924)
- 1884:
  - Arnold Eucken, niemiecki fizykochemik (zm. 1950)
  - Jakub Wojciechowski, polski robotnik, pisarz (zm. 1958)
- 1886 – Olga Rozanowa, rosyjska malarka, poetka, teoretyk sztuki (zm. 1918)
- 1888 – Ramón Gómez de la Serna, hiszpański pisarz (zm. 1963)
- 1890:
  - Biagio Nazzaro, włoski kierowca wyścigowy (zm. 1922)
  - Zygmunt Merdinger, polski prawnik, legionista, dyplomata (zm. 1958)
- 1891 – Kazimierz Światopełk-Mirski, polski ziemianin, działacz społeczny, polityk, poseł na Sejm RP (zm. 1941)
- 1893:
  - Sándor Bortnyik, węgierski malarz, grafik (zm. 1976)
  - Mississippi John Hurt, amerykański wokalista i gitarzysta bluesowy i folkowy (zm. 1966)
- 1894 – Jaime de Barros Câmara, brazylijski duchowny katolicki, arcybiskup Belém i São Sebastião do Rio de Janeiro, kardynał (zm. 1971)
- 1896:
  - Émile Bouchès, francuski gimnastyk (zm. 1946)
  - Ivan Dresser, amerykański lekkoatleta, długodystansowiec (zm. 1956)
  - Hans Müller, niemiecki pilot wojskowy, as myśliwski (zm. 1964)
  - Paul Scheuerpflug, niemiecki generał porucznik (zm. 1945)
  - Kuźma Siemienczenko, radziecki generał major wojsk pancernych (zm. 1965)
  - Igo Sym, polski aktor, kolaborant pochodzenia austriackiego (zm. 1941)
- 1897 – Jesse Douglas, amerykański matematyk (zm. 1965)
- 1898:
  - Stefan Grelewski, polski duchowny katolicki, męczennik, błogosławiony (zm. 1941)
  - E. Hoffmann Price, amerykański pisarz science fiction (zm. 1988)
- 1899:
  - Włodzimierz Bartoszewicz, polski malarz, grafik, ilustrator (zm. 1983)
  - Giorgio Chiavacci, włoski florecista (zm. 1969)
  - Ludwig Guttmann, niemiecki neurolog pochodzenia żydowskiego (zm. 1980)
  - Klimientij Korczmariow, rosyjski kompozytor, pianista (zm. 1958)
  - Peter McKeefry, nowozelandzki duchowny katolicki, arcybiskup Wellington, kardynał (zm. 1973)
- 1900:
  - Alessandro Blasetti, włoski reżyser i scenarzysta filmowy (zm. 1987)
  - Iulian P. Gavăț, rumuński bobsleista, geofizyk (zm. 1978)
- 1901 – Józefa Monrabal, hiszpańska zakonnica, męczennica, błogosławiona (zm. 1936)
- 1903:
  - Ace Bailey, kanadyjski hokeista (zm. 1992)
  - Adam Kunicki, polski neurochirurg (zm. 1989)
- 1904 – Halina Auderska, polska pisarka (zm. 2000)
- 1905 – Karl Heinz Stauder, niemiecki neurolog, psychiatra (zm. 1969)
- 1906:
  - Włodzimierz Boruński, polski poeta, satyryk, tłumacz, aktor, reżyser pochodzenia żydowskiego (zm. 1988)
  - John O. Groh, amerykański działacz religijny, członek Ciała Kierowniczego Świadków Jehowy (zm. 1975)
  - Hilde Körber, austriacka aktorka (zm. 1969)
  - Alberto Lleras Camargo, kolumbijski polityk, prezydent Kolumbii (zm. 1990)
  - George Sanders, brytyjski aktor (zm. 1972)
- 1907:
  - Janusz Jaroń, polski aktor (zm. 1960)
  - Władimir Łobanok, radziecki pułkownik, organizator i dowódca komunistycznego podziemia i ruchu partyzanckiego na terytorium Białoruskiej SRR (zm. 1984)
  - Tadeusz Mrugacz, polski polityk, poseł na Sejm PRL, prezydent Krakowa (zm. 1978)
  - Horia Sima, rumuński polityk faszystowski, kolaborant (zm. 1993)
- 1908:
  - Zdzisław Durczewski, polski archeolog (zm. 1944)
  - M.F.K. Fisher, amerykańska publicystka kulinarna, autorka książek kucharskich (zm. 1992)
  - Thomas Narcejac, francuski pisarz (zm. 1998)
  - Władysław Raginis, polski kapitan KOP (zm. 1939)
- 1909 – Earl Butz, amerykański polityk (zm. 2008)
- 1910 – Władysław Klimowicz, polski podporucznik saperów, żołnierz AK, cichociemny (zm. 1943)
- 1911 – Wasilij Garbuzow, radziecki polityk (zm. 1985)
- 1912:
  - Jure Francetić, chorwacki członek ruchu ustaszy (zm. 1942)
  - Stanisław Janczura, polski piłkarz, trener i działacz piłkarski (zm. 1976)
  - Kåre Walberg, norweski skoczek narciarski (zm. 1988)
- 1913 – Dorothy Kilgallen, amerykańska dziennikarka (zm. 1965)
- 1914:
  - George Bruns, amerykański kompozytor (zm. 1983)
  - Heinz Ditgens, niemiecki piłkarz, trener (zm. 1998)
  - Don Haggerty, amerykański aktor (zm. 1988)
  - Buddy Rosar, amerykański baseballista (zm. 1994)
  - Carl Scarborough, amerykański kierowca wyścigowy (zm. 1953)
- 1915 – Stefan Rodak, polski żołnierz BCh (zm. 1975)
- 1916 – John Kundla, amerykański trener koszykówki pochodzenia słowackiego (zm. 2017)
- 1917:
  - Ray Cazaux, brytyjski zapaśnik (zm. 1999)
  - Zygmunt Huszcza, polski generał broni (zm. 2006)
  - João Saldanha, brazylijski piłkarz, trener, dziennikarz (zm. 1990)
- 1918:
  - Frederick Mulley, brytyjski prawnik, polityk (zm. 1995)
  - Ernest Vandiver, amerykański polityk (zm. 2005)
- 1919:
  - Zuzanna Araszkiewicz, polska lekarka internistka (zm. 2000)
  - Hampe Faustman, szwedzki aktor, reżyser filmowy (zm. 1961)[potrzebny przypis]
- 1920:
  - Louise Allbritton, amerykańska aktorka (zm. 1979)
  - Włodzimierz Lech, polski podporucznik, żołnierz AK, cichociemny (zm. 1944)
- 1921:
  - Max Angst, szwajcarski bobsleista (zm. 2002)
  - Thor Axelsson, fiński kajakarz (zm. 2012)
  - Susan Peters, amerykańska aktorka (zm. 1952)
  - François Reichenbach, francuski reżyser filmowy (zm. 1983)[potrzebny przypis]
- 1922:
  - Corneille, holenderski malarz, rzeźbiarz, litograf, poeta (zm. 2010)
  - Ryszard Kołodziejczyk, polski historyk, wykładowca akademicki (zm. 2019)
  - Helmut Schoeck, austriacki socjolog, wykładowca akademicki (zm. 1993)
  - Rowena Spencer, amerykańska chirurg dziecięca (zm. 2014)
- 1923:
  - Charles Hernu, francuski polityk, minister obrony (zm. 1990)
  - Sue Ryder, brytyjska działaczka charytatywna (zm. 2000)
  - Felipe Zetter, meksykański piłkarz (zm. 2013)
- 1924:
  - (lub 1926) Władimir Bogomołow, rosyjski pisarz (zm. 2003)
  - Leon Kołatkowski, polski generał brygady (zm. 1988)
  - S.R. Nathan, singapurski polityk, prezydent Singapuru (zm. 2016)
- 1925 – Jerzy Salmonowicz, polski chemik, działacz opozycji antykomunistycznej (zm. 2011)
- 1926:
  - Józef Bańkowski, polski polityk, poseł na Sejm PRL (zm. 2014)
  - Maria Bokszczanin, polska filolog, historyk literatury polskiej (zm. 2023)
  - Untung Syamsuri, indonezyjski podpułkownik (zm. 1967)
- 1927:
  - Anatoliusz Jureń, polski poeta (zm. 1978)
  - Salóme Þorkelsdóttir, islandzka polityk
  - Ken Russell, brytyjski reżyser filmowy (zm. 2011)
  - Howard Tripp, brytyjski duchowny katolicki, biskup pomocniczy Southwark (zm. 2022)
- 1928:
  - Maurice Fréchard, francuski duchowny katolicki, arcybiskup Auch (zm. 2023)
  - Jan Machulski, polski aktor, reżyser teatralny, pedagog (zm. 2008)
- 1929:
  - Pedro Iturralde, hiszpański saksofonista i kompozytor jazzowy (zm. 2020)
  - Stanisław Lisowski, polski kierowca rajdowy (zm. 2015)
- 1930:
  - Jan Bógdoł, polski aktor (zm. 2020)
  - Escurinho, brazylijski piłkarz (zm. 2020)
  - Kinji Fukasaku, japoński reżyser filmowy (zm. 2003)
  - Ulrico Girardi, włoski bobsleista (zm. 1986)
  - Carlos Kleiber, argentyński dyrygent pochodzenia austriackiego (zm. 2004)
  - Ferdinando Riva, szwajcarski piłkarz (zm. 2014)
- 1931 – Tadeusz Cegielski, polski dziennikarz sportowy (zm. 2016)
- 1932:
  - Ryszard Kujawa, polski polityk, poseł na Sejm RP (zm. 2012)
  - Czesław Śliwa, polski przestępca pochodzenia żydowskiego (zm. 1971)
- 1933:
  - Francesco De Nittis, włoski duchowny katolicki, arcybiskup, nuncjusz apostolski (zm. 2014)
  - Alfred Kornberger, austriacki malarz, grafik, rzeźbiarz (zm. 2002)
  - Józef Ledecki, polski piosenkarz (zm. 1982)
- 1934:
  - Stefan Abadżiew, bułgarski piłkarz (zm. 2024)
  - Donfeld, amerykański kostiumograf (zm. 2007)
- 1935:
  - Osvaldo Bagnoli, włoski piłkarz, trener
  - Cheo Feliciano, portorykański piosenkarz, kompozytor (zm. 2014)
  - Harrison Schmitt, amerykański geolog, astronauta, polityk, senator
- 1936:
  - Jerónimo Saavedra, hiszpański prawnik, polityk, minister edukacji i nauki, prezydent Wysp Kanaryjskich (zm. 2023)
  - Leo Wilden, niemiecki piłkarz (zm. 2022)
- 1937:
  - Bjarne Ansbøl, duński zapaśnik
  - Hermann Schridde, niemiecki jeździec sportowy (zm. 1985)
  - Tom Stoppard, brytyjski dramaturg, scenarzysta filmowy pochodzenia czesko-żydowskiego
  - Leo Wickihalder, szwajcarski kolarz torowy (zm. 2008)
- 1938:
  - Giulio Saraudi, włoski bokser (zm. 2005)
  - Ebrahim Sejfpur, irański zapaśnik
  - Sjaak Swart, holenderski piłkarz
- 1939:
  - Michele Brown, australijska lekkoatletka, skoczkini wzwyż
  - László Kovács, węgierski polityk, dyplomata, eurokomisarz
  - Sławomir Mazurkiewicz, polski tancerz, choreograf i pedagog tańca ludowego (zm. 2020)
  - Angelo Sormani, włoski piłkarz, trener pochodzenia brazylijskiego
  - Willy Vanden Berghen, belgijski kolarz szosowy i torowy (zm. 2022)
  - Helena Vaz da Silva, portugalska dziennikarka, pisarka, działaczka kulturalna, polityk (zm. 2002)
- 1940:
  - Lamar Alexander, amerykański polityk, senator
  - Fontella Bass, amerykańska piosenkarka (zm. 2012)
  - Jerzy Buzek, polski profesor nauk technicznych, polityk, poseł na Sejm RP, premier RP, eurodeputowany, przewodniczący Parlamentu Europejskiego
  - Jerzy Jurga, polski artysta malarz, konstruktor kusz (zm. 2009)
  - Lance Larson, amerykański pływak (zm. 2024)
  - Peer Raben, niemiecki producent filmowy, aktor (zm. 2007)
  - Roger Schwietz, amerykański duchowny katolicki, arcybiskup Anchorage
  - Mario Zanin, włoski kolarz szosowy
- 1941:
  - Bernard Drzęźla, polski inżynier górnictwa, polityk, senator RP (zm. 2006)
  - Janis Tsukalas, grecki fizyk, informatyk, polityk
  - Liamine Zéroual, algierski wojskowy, polityk, prezydent Algierii
- 1942:
  - Gunilla Bergström, szwedzka pisarka (zm. 2021)
  - Stanisław Bizub, polski hokeista, bramkarz (zm. 2006)
  - Lothar Claesges, niemiecki kolarz szosowy i torowy (zm. 2021)
  - Josef Engel, czeski zapaśnik
  - Stefan Pokorski, polski fizyk teoretyczny
- 1943:
  - Vito Bonsignore, włoski polityk
  - Włodzimierz Danek, polski strzelec sportowy, trener (zm. 2022)
  - Ray Lynch, amerykański kompozytor
  - Jukka Mikkola, fiński prawnik, polityk (zm. 2018)
  - Norman Thagard, amerykański astronauta
  - Gary Waldhorn, brytyjski aktor (zm. 2022)
- 1944:
  - Nicolas Djomo, kongijski duchowny katolicki, biskup Tshumbe
  - Donnie Freeman, amerykański koszykarz
  - Jurij Istomin, ukraiński piłkarz, trener (zm. 1999)
  - Jethro Pugh, amerykański futbolista (zm. 2015)
  - Stanisław Trojanowski, polski inżynier mechanik, polityk, poseł na Sejm PRL
- 1945:
  - Michael Martin, brytyjski polityk (zm. 2018)
  - Andrzej Mączyński, polski prawnik
  - Saharon Szelach, izraelski matematyk
- 1946:
  - Leszek Miller, polski polityk, poseł na Sejm RP, minister pracy i polityki socjalnej i spraw wewnętrznych i administracji, premier RP, eurodeputowany
  - Gavin Richards, brytyjski aktor
  - Czesław Ryszka, polski pisarz, dziennikarz, polityk, senator RP
  - Violet Santangelo, amerykańska piosenkarka (zm. 2004)
- 1947:
  - Mike Burton, amerykański pływak
  - Roman Doganowski, polski geodeta, samorządowiec, prezydent Zielonej Góry
  - Rob Rensenbrink, holenderski piłkarz (zm. 2020)
  - Jana Švandová, czeska aktorka
- 1948:
  - Marcin Leśniewski, polski brydżysta (zm. 2022)
  - Sándor Pintér, węgierski policjant, prawnik, polityk
  - Janis Rumbatis, grecki dziennikarz, polityk
- 1949:
  - Krzysztof Janczak, polski aktor, satyryk
  - Wiktor Kuprejczyk, białoruski szachista (zm. 2017)
- 1950:
  - Pierre Bonvin, francuski lekkoatleta, sprinter
  - Lucjan Cichosz, polski samorządowiec, polityk, senator RP
  - James Hahn, amerykański polityk, burmistrz Los Angeles
  - Slavko Koletić, jugosłowiański zapaśnik (zm. 2010)
  - Tadeusz Trzaskalik, polski ekonomista, wykładowca akademicki
  - Jan Zajíc, czeski student (zm. 1969)
- 1951:
  - Fidel León Cadavid Marín, kolumbijski duchowny katolicki, biskup Sonsón-Rionegro
  - Jean-Claude Duvalier, haitański polityk, prezydent Haiti (zm. 2014)
  - Tadeusz Gawin, polski związkowiec, polityk, poseł na Sejm RP
  - Leszek Kopeć, polski producent filmowy, przedsiębiorca, wydawca (zm. 2025)
  - Pero Sudar, bośniacki duchowny katolicki, biskup pomocniczy Sarajewa
- 1952:
  - Laura Branigan, amerykańska piosenkarka, aktorka pochodzenia irlandzko-włoskiego (zm. 2004)
  - Florentyna Flak, polska lekkoatletka, oszczepniczka
  - Andy Fraser, brytyjski basista, członek zespołu Free (zm. 2015)
  - Rohinton Mistry, kanadyjski pisarz pochodzenia indyjskiego
  - Jean-Paul Pierrat, francuski biegacz narciarski
  - Jurij Skuratow, rosyjski prawnik, polityk, prokurator generalny
- 1953:
  - Precioso Cantillas, filipiński duchowny katolicki, biskup Maasin
  - Ryszard Dźwiniel, polski samorządowiec, burmistrz Bielawy
  - Dave Lewis, kanadyjski hokeista, trener
  - Carlo Wagner, luksemburski ekonomista, samorządowiec, polityk, minister zdrowia i zabezpieczenia społecznego (zm. 2021)
- 1954:
  - Michel Amiel, francuski samorządowiec, polityk
  - Jean-Pierre Batut, francuski duchowny katolicki, biskup Blois
  - Vladimír Hirsch, czeski kompozytor i muzyk awangardowy
  - Tadeusz Kudelski, polski himalaista (zm. 1999)
  - Stanisław Majerczak, polski kajakarz górski
  - Urs Salzmann, szwajcarski bobsleista
- 1955:
  - Jarosław Dworzański, polski samorządowiec, marszałek województwa podlaskiego
  - Glenn Grothman, amerykański polityk, kongresman
  - Janusz Marszałek, polski przedsiębiorca, samorządowiec, prezydent Oświęcimia
  - Irina Moisiejewa, rosyjska łyżwiarka figurowa
  - Walter Veltroni, włoski polityk, burmistrz Rzymu
  - Dominique You, francuski duchowny katolicki, biskup Conceição do Araguaia w Brazylii
- 1956:
  - Rick Ducommun, kanadyjski aktor (zm. 2015)
  - Ihar Kuzniacou, białoruski historyk
  - Vincent Margera, amerykański aktor, przestępca (zm. 2015)
  - Dorota Pomykała, polska aktorka
- 1957:
  - Krzysztof Grzelczyk, polski polityk, wojewoda dolnośląski
  - Andrzej Myśliwiec, polski hokeista na trawie, trener
  - Michele Soavi, włoski aktor, reżyser i scenarzysta filmowy
  - Poly Styrene, amerykańska piosenkarka, kompozytorka (zm. 2011)
  - Lieve Wierinck, belgijska i flamandzka działaczka samorządowa, polityk
- 1958:
  - Jacek Skiba, polski aktor, prezenter telewizyjny
  - Zbigniew Strzałkowski, polski franciszkanin, czcigodny Sługa Boży, męczennik (zm. 1991)
- 1959:
  - Stojan Dełczew, bułgarski gimnastyk
  - Janusz Józefowicz, polski choreograf, aktor, scenarzysta, reżyser teatralny
  - David Shore, kanadyjski pisarz, scenarzysta filmowy
  - Jacek Michał Szpak, polski rzeźbiarz, malarz, ceramik
- 1960:
  - Vince Clarke, brytyjski muzyk, członek zespołów: Depeche Mode, Yazoo i Erasure
  - Håkan Loob, szwedzki hokeista, działacz sportowy
  - Remigius Machura, czeski lekkoatleta, kulomiot
  - Perrine Pelen, francuska narciarka alpejska
  - Brian Scott, polski dziennikarz, aktor pochodzenia gujańskiego
  - Carlo Weis, luksemburski piłkarz, trener
- 1961:
  - Juri Fazi, włoski judoka
  - Czedomir Janewski, macedoński piłkarz, trener
- 1962:
  - Tom Cruise, amerykański aktor, producent filmowy
  - Cláudio Fontana, brazylijski aktor, producent teatralny
  - Thomas Gibson, amerykański aktor
  - Anna Kalewska, polska filolog, iberystka, tłumaczka
  - Charlie Sitton, amerykański koszykarz
  - Hunter Tylo, amerykańska aktorka, modelka
- 1963:
  - Børge Benum, norweski skoczek narciarski
  - Jacek Duda, polski koszykarz
  - Cle Kooiman, amerykański piłkarz
  - Jiří Milek, czeski agronom, przedsiębiorca, polityk
  - Ryszard Pietras, polski generał brygady
  - Anna Sobczak, polska florecistka, trenerka
- 1964:
  - Ewa Dąbrowska, polska aktorka
  - Joanne Harris, brytyjska pisarka
  - Aleksiej Sieriebriakow, rosyjski aktor
- 1965:
  - Artur Andrzejuk, polski filozof
  - Grzegorz Kempinsky, polski reżyser filmowy, teatralny i telewizyjny, scenarzysta, tłumacz
  - Connie Nielsen, duńska aktorka
- 1966:
  - Rod Coronado, amerykański ekoanarchista, działacz na rzecz praw zwierząt
  - Daniel Plaza, hiszpański lekkoatleta, chodziarz
  - Helmut Pramstaller, austriacki snowboardzista
- 1967:
  - Vladan Alanović, chorwacki koszykarz
  - Barbara Bartuś, polska działaczka samorządowa, polityk, poseł na Sejm RP
  - Iulia Bobeică-Bulie, rumuńska wioślarka
  - Sandra Ceccarelli, włoska aktorka
  - Katy Clark, brytyjska prawnik, polityk
  - Owe Ljungdahl, szwedzki curler
  - David Macpherson, australijski tenisista, trener
- 1968:
  - Ramush Haradinaj, kosowski polityk, premier Kosowa
  - Teppo Numminen, fiński hokeista
  - Jean-Christophe Rolland, francuski wioślarz
- 1969:
  - Waldemar Adamczyk, polski piłkarz
  - Gedeon Burkhard, niemiecki aktor
  - María Esther Herranz García, hiszpańska geograf, polityk
  - Garrett Hines, amerykański bobsleista
  - Mykel Shannon Jenkins, amerykański aktor
  - Henrietta Łagwiława, białoruska szachistka
  - Shawnee Smith, amerykańska aktorka, piosenkarka
  - Stéphane Van der Heyden, belgijski piłkarz
  - Stefan Zünd, szwajcarski skoczek narciarski
- 1970:
  - Serhij Honczar, ukraiński kolarz szosowy
  - Krzysztof Kozik, polski polityk, samorządowiec, poseł na Sejm RP
  - Audra McDonald, amerykańska aktorka, piosenkarka
  - Teemu Selänne, fiński hokeista
- 1971:
  - Julian Assange, australijski dziennikarz, programista, aktywista internetowy
  - Per Bolund, szwedzki polityk
  - Dominique Bozzi, francuski kolarz szosowy
  - Julie Collins, australijska polityk
  - Jarosław Darnikowski, polski koszykarz
  - Jamal Faulkner, amerykański koszykarz
  - Tomasz Jaworski, polski hokeista, bramkarz
  - Jan Kepinski, polski reżyser, scenarzysta i producent telewizyjny, realizator wizji
  - Helmer da Piedade Rosa, angolski piłkarz
  - Michał Serzycki, polski prawnik, urzędnik państwowy (zm. 2016)
- 1972:
  - Dorota Gorjainow, polska aktorka
  - Wasyl Jakowlew, ukraiński kolarz torowy
  - Petar Palić, chorwacki duchowny katolicki, biskup mostarsko-duvnijski, administrator apostolski diecezji trebinjsko-mrkanskiej
  - Matt Schulze, amerykański aktor
  - Fuat Usta, holenderski piłkarz, trener pochodzenia tureckiego
  - Adam Wajrak, polski dziennikarz, działacz na rzecz ochrony przyrody
  - Olga Wasiljewa, rosyjska aktorka
- 1973:
  - Antonio Filippini, włoski piłkarz, trener
  - Louis Ide, belgijski i flamandzki lekarz, polityk, eurodeputowany
  - Denis Jewsiejew, rosyjski szachista
  - Ólafur Stefánsson, islandzki piłkarz ręczny
  - Vladimír Talla, czeski szachista, trener
  - Patrick Wilson, amerykański aktor
  - Witalij Żuk, białoruski zapaśnik
- 1974:
  - Tomáš Chalupa, czeski dziennikarz, samorządowiec, polityk
  - Mairelys Delgado Crespo, kubańska i hiszpańska szachistka
  - Bartosz Heller, polski dziennikarz i komentator sportowy
  - Kenneth Jonassen, duński badmintonista
  - Stephan Luca, niemiecki aktor
  - Krzysztof Mikuła, polski prawnik, polityk, poseł na Sejm RP
  - François Vincentelli, belgijski aktor pochodzenia korsykańskiego
- 1975:
  - Lee Bradbury, angielski piłkarz, trener
  - Vuk Jeremić, serbski polityk
  - Ewa Kaliszuk, polska nauczycielka, polityk, senator
  - Ryan McPartlin, amerykański aktor
  - Marcin Mielczarek, polski rzeźbiarz, pedagog
- 1976:
  - Andrea Barber, amerykańska aktorka
  - Jacek Krzykała, polski koszykarz
  - Shane Lynch, irlandzki piosenkarz
  - Henryka Mościcka-Dendys, polska urzędniczka państwowa, dyplomatka
- 1977:
  - Dejan Bożkow, bułgarski szachista
  - Natascha Keller, niemiecka hokeistka na trawie
  - Ołeh Sałtoweć, ukraiński koszykarz
  - Sandra Smisek, niemiecka piłkarka
  - Michela Teixeira, brazylijska siatkarka
- 1978:
  - Gianluca Barattolo, włoski wioślarz
  - Anita Buri, szwajcarska modelka, prezenterka
  - Kim Kirchen, luksemburski kolarz szosowy
  - Jesse Leach, amerykański muzyk, wokalista, członek zespołów: Killswitch Engage, The Empire Shall Fall i Times of Grace
  - Mizuki Noguchi, japońska lekkoatletka, maratonka
  - Jurij Tichonow, białoruski szachista
- 1979:
  - Réda Babouche, algierski piłkarz
  - Saber Ben Frej, tunezyjski piłkarz
  - Ludivine Sagnier, francuska aktorka
- 1980:
  - Tony Akins, amerykański koszykarz
  - Taras Dańko, ukraiński zapaśnik
  - Jenny Jones, brytyjska snowboardzistka
  - Kid Sister, amerykańska raperka, piosenkarka
  - Tatjana Łogunowa, rosyjska szpadzistka
  - Dawn McEwen, kanadyjska curlerka
  - Antti Miettinen, fiński hokeista
  - Arkadiusz Miszka, polski piłkarz ręczny
  - Olivia Munn, amerykańska modelka, aktorka
  - Roland Schoeman, południowoafrykański pływak
  - Trae, amerykański raper
- 1981:
  - Kerry Hore, australijska wioślarka
  - Justin Torkildsen, amerykański aktor
  - M’apotlaki Ts’elho, lesotyjska lekkoatletka, sprinterka
- 1982:
  - Aleksandra Avramović, serbska siatkarka
  - Manon van Rooijen, holenderska pływaczka
  - Mariola Zenik, polska siatkarka
- 1983:
  - Ana-Cristina Calotescu, rumuńska szachistka
  - Dorota Masłowska, polska pisarka, dramaturg, felietonistka, kompozytorka, piosenkarka, producentka muzyczna
  - Mai Yamaguchi, japońska siatkarka
- 1984:
  - Magdalena Braun, polska judoczka
  - Maksym Bursak, ukraiński bokser
  - Kristina Gadschiew, niemiecka lekkoatletka, tyczkarka
  - Marzena Makuła, polska judoczka
  - Churandy Martina, holenderski lekkoatleta, sprinter
  - Vanessa Palacios, peruwiańska siatkarka
  - Corey Sevier, kanadyjski aktor
- 1985:
  - Julianna Awdiejewa, rosyjska pianistka
  - Tom De Sutter, belgijski piłkarz
  - Georg Fischler, austriacki saneczkarz
  - Aneta Jakóbczak, polska lekkoatletka, płotkarka
  - Zachar Jefimenko, ukraiński szachista
  - Mela Koteluk, polska piosenkarka
  - Jure Šinkovec, słoweński skoczek narciarski
  - Natalija Synyszyn, ukraińska zapaśniczka
- 1986:
  - Thomas Bouhail, francuski gimnastyk
  - Anna Halonen, szwedzka skoczkini narciarska
  - Argenis Mendez, dominikański bokser
  - Ola Toivonen, szwedzki piłkarz pochodzenia fińskiego
- 1987:
  - Roseline Filion, kanadyjska skoczkini do wody
  - Aneta Havlíčková, czeska siatkarka
  - Jan Philipp Rabente, niemiecki hokeista na trawie
  - Mary Spicer, amerykańska siatkarka
  - Sebastian Vettel, niemiecki kierowca wyścigowy
- 1988:
  - Linda Bolder, holenderska judoczka
  - Choe Myong-ho, północnokoreański piłkarz
  - Piotr Juszczak, polski wioślarz
  - Anssi Koivuranta, fiński skoczek narciarski
  - Miguel Ángel López, hiszpański lekkoatleta, chodziarz
  - Winston Reid, nowozelandzki piłkarz pochodzenia maoryskiego
  - James Troisi, australijski piłkarz pochodzenia grecko-włoskiego
  - Rodolfo Zelaya, salwadorski piłkarz
- 1989:
  - Amer Abdulrahman, emiracki piłkarz
  - Mathieu Bauderlique, francuski bokser
  - Iván Bolado, piłkarz z Gwinei Równikowej
  - Duan Yingying, chińska tenisistka
  - Bruna Honório, brazylijska siatkarka
  - Marina Łuczenko-Szczęsna, polska piosenkarka, kompozytorka, aktorka pochodzenia ukraińskiego
  - Judith Pietersen, holenderska siatkarka
  - Godfrey Walusimbi, ugandyjski piłkarz
  - Yun Won-chol, północnokoreański zapaśnik
- 1990:
  - Marta Dymek, polska kucharka, blogerka, autorka książek kulinarnych
  - Nana Iwasaka, japońska siatkarka
  - Anne-Marie Kot, polska tancerka, choreograf
  - Nenad Krstičić, serbski piłkarz
  - Alison Riske, amerykańska tenisistka
  - Kento Sakuyama, japoński skoczek narciarski
- 1991:
  - Will Grigg, północnoirlandzki piłkarz
  - Eero Markkanen, fiński piłkarz
  - Nam Tae-hee, południowokoreański piłkarz
  - Anastasija Pawluczenkowa, rosyjska tenisistka
- 1992:
  - Robert Baran, polski zapaśnik
  - Karen Barritza, duńska tenisistka
  - Norbert Gyömbér, słowacki piłkarz pochodzenia węgierskiego
  - Maureen Koster, holenderska lekkoatletka, biegaczka średniodystansowa
  - Nathalia Ramos, amerykańska aktorka, piosenkarka pochodzenia hiszpańsko-żydowskiego
  - Molly Sandén, szwedzka piosenkarka
  - Miguel Trauco, peruwiański piłkarz
- 1993:
  - Khalid Al-Braiki, omański piłkarz
  - Ebenezer Assifuah, ghański piłkarz
  - Mădălina Bereș, rumuńska wioślarka
  - Kerem Demirbay, niemiecki piłkarz pochodzenia tureckiego
  - Alena Fiedarynczyk, białoruska siatkarka
  - Jekatierina Jefimowa, rosyjska siatkarka
  - Klaudia Kowalska, polska piłkarka, bramkarka
  - Kevin Möhwald, niemiecki piłkarz
  - PartyNextDoor, kanadyjski raper, piosenkarz, autor tekstów, producent muzyczny
- 1994:
  - Jabari Bird, amerykański koszykarz
  - Farid Chaâl, algierski piłkarz, bramkarz
  - Rafał Krupa, polski piłkarz ręczny
- 1995:
  - Jon Bautista, hiszpański piłkarz
  - Jonathan González, ekwadorski piłkarz
  - Derrick Luckassen, holenderski piłkarz pochodzenia ghańskiego
  - Mike Maignan, francuski piłkarz, bramkarz pochodzenia gujańskiego
  - Gorka Santamaría, hiszpański piłkarz
  - Alex Steele, kanadyjska aktorka pochodzenia brytyjsko-filipińskiego
  - Przemysław Żołnierewicz, polski koszykarz
- 1996:
  - Sara Bonifacio, włoska siatkarka pochodzenia nigeryjskiego
  - Kendji Girac, francuski piosenkarz pochodzenia romskiego
  - Abdi Waiss Mouhyadin, dżibutyjski lekkoatleta, średniodystansowiec
- 1997:
  - Johan Guzmán, dominikański piłkarz
  - Jorgos Papajanis, grecki koszykarz
  - Filip Sachpekidis, szwedzki piłkarz pochodzenia greckiego
- 1998:
  - Iúri Leitão, portugalski kolarz szosowy i torowy
  - Pedro Piquet, brazylijski kierowca wyścigowy
  - Riku Sihvonen, fiński hokeista
- 1999 – Agnieszka Rejment, polska łyżwiarka figurowa
- 2000:
  - Mikkel Damsgaard, duński piłkarz
  - Krešimir Krizmanić, chorwacki piłkarz
  - Alexander Woentin, szwedzki żużlowiec
- 2001:
  - Folarin Balogun, amerykański piłkarz pochodzenia nigeryjsko-angielskiego
  - Promise David, kanadyjski piłkarz pochodzenia nigeryjskiego
  - Kyotaro Sogabe, japoński zapaśnik
- 2002:
  - Jacuś, polski raper, piosenkarz, producent muzyczny
  - Olivier-Maxence Prosper, kanadyjski koszykarz
  - Tomáš Rigo, słowacki piłkarz
  - Ryan Rollins, amerykański koszykarz
  - Hasan Muhammad as-Sajjid, egipski zapaśnik
  - Zini, angolski piłkarz
- 2004 – Aleksandra Ochtera, polska niepełnosprawna pływaczka

## Zmarli
- 458 – Anatoliusz, patriarcha Konstantynopola (ur. ?)
- 683 – Leon II, papież, święty (ur. ?)
- 710 – Tang Zhongzong, cesarz Chin (ur. ?)
- 1035 – (według innych źródeł 1 lub 2 lipca) Robert I Wspaniały, książę Normandii (ur. ok. 1000)
- 1312 – Marino Zorzi, doża Wenecji (ur. 1231)
- 1348 – Giovanni Colonna, włoski kardynał (ur. 1295)
- 1478 – Angelo Capranica, włoski kardynał (ur. ok. 1415)
- 1503 – Pierre d’Aubusson, francuski kardynał, wielki mistrz zakonu joannitów (ur. 1423)
- 1528 – Floriano Ferramola, włoski malarz (ur. ok. 1478)[potrzebny przypis]
- 1570 – Aonio Paleario, włoski teolog luterański, pisarz (ur. ok. 1500)
- 1584 – Hans Oppersdorff, czeski arystokrata, starosta Śląska (ur. 1514)
- 1597 – Stanisław Złotkowski, polski szlachcic, kasztelan biechowski (ur. ?)
- 1640 – Giuseppe Cesari, włoski malarz (ur. ok. 1568)[potrzebny przypis]
- 1642 – Maria Medycejska, królowa Francji (ur. 1575)
- 1645 – Tomasz Oborski, polski duchowny katolicki, biskup krakowski (ur. ok. 1571)
- 1672 – Francis Willughby, angielski ornitolog, ichtiolog (ur. 1635)
- 1705 – Leopold von Auersperg, austriacki hrabia, dyplomata (ur. 1662)
- 1714 – Paolo Amato, włoski architekt (ur. 1634)[potrzebny przypis]
- 1726 – Galeazzo Marescotti, włoski kardynał (ur. 1627)
- 1741 – Elżbieta Teresa, księżniczka lotaryńska, królowa Sardynii (ur. 1711)
- 1749 – William Jones, walijski matematyk (ur. 1675)
- 1778 – Anna Maria Mozart, Austriaczka, matka Wolfganga Amadeusa (ur. 1720)
- 1792 – Ferdynand, książę Brunszwiku-Wolfenbüttel, feldmarszałek pruski (ur. 1721)
- 1795:
  - Henry John Spencer, brytyjski dyplomata, polityk (ur. 1770)
  - Antonio de Ulloa, hiszpański astronom, polityk (ur. 1716)
- 1804 – Jean François Poncet, francuski zegarmistrz, polityk, wolnomularz (ur. 1714)
- 1806 – Carlo Magini, włoski malarz (ur. 1720)
- 1815 – Friedrich Wilhelm von Reden, niemiecki hrabia, polityk (ur. 1752)
- 1829 – Józef Ignacy Kossakowski, polski literat, działacz polityczny i oświatowy (ur. 1757)
- 1843 – Marcin Gasztołd, litewski magnat, polityk (ur. ok. 1428)
- 1853 – Filip Phan Văn Minh, wietnamski męczennik i święty katolicki (ur. ok. 1815)
- 1855 – Józef Bohdan Dziekoński, polski pisarz, grafik, tłumacz (ur. 1816)
- 1863:
  - Taoyateduta, wódz indiański (ur. ?)
  - Ginnie Wade, amerykańska szwaczka (ur. 1843)
  - Samuel Zook, amerykański generał (ur. 1821)
- 1872 – Henryk Suchecki, polski filolog, językoznawca (ur. 1811)
- 1873 – Józef Michał Poniatowski, polski kompozytor, śpiewak, dyplomata (ur. 1816)
- 1882 – Józef Abelewicz, polski duchowny katolicki, pedagog (ur. 1821)
- 1886 – Maria Ana Mogas Fontcuberta, hiszpańska zakonnica, błogosławiona (ur. 1827)
- 1888 – Nguyễn Đình Chiểu, wietnamski poeta (ur. 1822)
- 1889 – Ludwik Kucharzewski, polski rzeźbiarz (ur. 1838)
- 1890 – Szymon Tokarzewski, polski działacz niepodległościowy, zesłaniec (ur. 1823)
- 1897 – Jan Nepomucen Sadowski, polski archeolog, etnograf, slawista, dziennikarz (ur. 1814)
- 1899 – Józef Majer, polski lekarz, przyrodnik, antropolog, encyklopedysta, wykładowca akademicki (ur. 1808)
- 1900:
  - Jan Chrzciciel Zhao Mingxi, chiński męczennik i święty katolicki (ur. 1844)
  - Piotr Zhao Mingzhen, chiński męczennik i święty katolicki (ur. 1839)
- 1903 – Harriet Lane, amerykańska pierwsza dama (ur. 1830)
- 1904 – Theodor Herzl, austro-węgierski dziennikarz pochodzenia żydowskiego, twórca syjonizmu (ur. 1860)
- 1907 – Henryk Fryderyk Hoyer, polski histolog, embriolog (ur. 1834)
- 1908 – Joel Chandler Harris, amerykański dziennikarz, poeta, prozaik, folklorysta (ur. 1848)
- 1911 – Carl Folcker, szwedzki gimnastyk (ur. 1889)
- 1916:
  - Hetty Green, amerykańska finansistka, inwestorka giełdowa, milionerka (ur. 1834)
  - Jeremiasz Łomnicki, ukraiński duchowny greckokatolicki, bazylianin, misjonarz, założyciel żeńskiego Zgromadzenia Sióstr Służebnic Niepokalanej Panny Maryi, Sługa Boży (ur. 1860)
- 1917 – Albert Eulenburg, niemiecki lekarz, psychiatra, seksuolog, neurolog (ur. 1840)
- 1918 – Mehmed V, sułtan Imperium Osmańskiego (ur. 1844)
- 1919:
  - William MacGregor, brytyjski lekarz, administrator kolonialny (ur. 1846)
  - Viktor Tausk, chorwacki lekarz, psychoanalityk, prawnik, dziennikarz pochodzenia żydowskiego (ur. 1879)
- 1922:
  - Zygmunt Chełmicki, polski duchowny katolicki, działacz społeczny, publicysta, wydawca (ur. 1851)
  - Stanisław Koźmian, polski pisarz, reżyser teatralny (ur. 1836)
- 1923 – Conrad Steinbrecht, niemiecki konserwator zabytków (ur. 1849)
- 1925:
  - Paulina Waldeck-Pyrmont, niemiecka arystokratka (ur. 1855)
  - Tadeusz Wróblewski, polski prawnik, adwokat, polityk, bibliofil (ur. 1858)
- 1929:
  - Dustin Farnum, amerykański aktor, wokalista, tancerz (ur. 1874)
  - Franciszek Rychnowski, polski przedsiębiorca, inżynier, fizyk, fotograf, wynalazca (ur. 1850)
- 1930 – Abram Kaltmann, polski lekarz pochodzenia żydowskiego (ur. 1865)
- 1932 – Zenon Pietkiewicz, polski dziennikarz (ur. 1862)
- 1933:
  - Hilde Holovsky, austriacka łyżwiarka figurowa (ur. 1917)
  - Hipólito Yrigoyen, argentyński prawnik, polityk, prezydent Argentyny pochodzenia baskijskiego (ur. 1852)
- 1934:
  - Henryk, niemiecki arystokrata, holenderski książę małżonek (ur. 1876)
  - Robert Käslin, szwajcarski polityk, kanclerz federalny (ur. 1871)
- 1935:
  - Michał Bobrzyński, polski historyk, polityk, namiestnik Galicji (ur. 1849)
  - André Citroën, francuski inżynier, przedsiębiorca, założyciel fabryki samochodów pochodzenia żydowskiego (ur. 1878)
- 1939 – Hubert Gad, polski piłkarz (ur. 1914)
- 1940 – Dominik Zbierski, polski pedagog, polityk, senator RP (ur. 1890)
- 1941:
  - Friedrich Akel, estoński polityk, głowa państwa (ur. 1871)
  - Juan Antonio Dueñas, salwadorski duchowny katolicki, biskup San Miguel (ur. 1868)
  - (lub 4 lipca) Henryk Hilarowicz, polski chirurg (ur. 1890)
- 1942:
  - Stanisław Krzystolik, polski duchowny katolicki (ur. 1908)
  - Josef Lenzel, niemiecki duchowny katolicki, działacz antynazistowski (ur. 1890)
- 1943:
  - Adolf Dyroff, niemiecki filozof, wykładowca akademicki (ur. 1866)
  - Franciszek Pudlarz, polski polityk, poseł na Sejm RP (ur. 1883)
  - Walter Thijssen, holenderski wioślarz (ur. 1877)
- 1944 – Adolf Nowaczyński, polski pisarz, satyryk, działacz polityczny (ur. 1876)
- 1946 – Zygmunt Felczak, polski polityk, dziennikarz (ur. 1903)
- 1948 – Walerian Nowacki, polski żołnierz WiN i AK (ur. 1924)
- 1949 – István Herczeg, węgierski gimnastyk (ur. 1887)
- 1950 – Walenty Foryś, polski działacz sportowy (ur. 1881)
- 1951:
  - Tadeusz Borowski, polski prozaik, poeta, publicysta (ur. 1922)
  - Maksymilian Wilimowski, polski lekarz chirurg, doktor medycyny, działacz narodowy (ur. 1886)
- 1952 – Gabriel Piguet, francuski duchowny katolicki, biskup Clermont-Ferrand (ur. 1887)
- 1953 – Irving Reis, amerykański reżyser i scenarzysta filmowy pochodzenia żydowskiego (ur. 1906)
- 1954:
  - Wanda Bibrowicz, polska tkaczka artystyczna (ur. 1878)
  - Reginald Marsh, amerykański malarz (ur. 1898)
- 1955 – George Robertson, amerykański kierowca wyścigowy (ur. 1884)
- 1956 – Alois Hess, austriacki piłkarz, trener (ur. 1903)
- 1957 – Frederick Lindemann, brytyjski fizyk, polityk pochodzenia niemieckiego (ur. 1886)
- 1958:
  - Maurice Bardonneau, francuski kolarz torowy i szosowy (ur. 1885)
  - Aleksandr Sutułow, rosyjski generał lejtnant (ur. 1880)
- 1959:
  - Johan Bojer, norweski pisarz (ur. 1872)
  - Siergiej Jegorow, radziecki generał major, polityk (ur. 1905)
  - Maryla Jonasówna, polska pianistka pochodzenia żydowskiego (ur. 1911)
- 1960:
  - Noël Bas, francuski gimnastyk (ur. 1877)
  - Konstanty Jakimowicz, polski architekt (ur. 1879)
- 1961 – Jan Marchlewski, polski zoolog, ornitolog, anatom (ur. 1908)
- 1962:
  - Anton Hajowy, ukraiński i radziecki polityk komunistyczny (ur. 1907)
  - Wiaczesław Wołgin, rosyjski historyk (ur. 1879)
- 1966 – Zofia Starowieyska-Morstinowa, polska eseistka, krytyk literacki (ur. 1891)
- 1969:
  - Daniel Cederberg, szwedzki duchowny luterański, działacz ekumeniczny (ur. 1908)
  - Brian Jones, brytyjski gitarzysta, członek zespołu The Rolling Stones (ur. 1942)
  - Aleksandr Orłow, radziecki dyplomata, polityk (ur. 1907)
- 1971 – Jim Morrison, amerykański wokalista, członek zespołu The Doors, poeta (ur. 1943)
- 1973:
  - Karel Ančerl, czeski dyrygent pochodzenia żydowskiego (ur. 1908)
  - Laurens Hammond, amerykański inżynier, wynalazca organów Hammonda (ur. 1895)
- 1974:
  - Rafael Garza Gutiérrez, meksykański piłkarz, trener (ur. 1896)
  - Colin W.G. Gibson, kanadyjski polityk (ur. 1891)
  - Józef Jaklicz, polski pułkownik dyplomowany piechoty (ur. 1894)
  - Zofia Suchcitzowa, polska zoolog, histolog, cytolog, histofizjolog, wykładowczyni akademicka (ur. 1890)
  - José Vidal, urugwajski piłkarz (ur. 1896)
- 1975:
  - Arne Halse, norweski lekkoatleta, oszczepnik (ur. 1887)
  - Aleksiej Szachurin, radziecki generał pułkownik, polityk (ur. 1904)
- 1976 – Alexander Lernet-Holenia, austriacki prozaik, poeta, historyk (ur. 1897)
- 1977 – Jonas Černius, litewski generał, polityk, premier Litwy (ur. 1898)
- 1979 – Louis Durey, francuski kompozytor (ur. 1888)
- 1981:
  - Ross Martin, amerykański aktor pochodzenia polsko-żydowskiego (ur. 1920)
  - Wasilij Sokołow, rosyjski piłkarz, trener (ur. 1912)
- 1982 – Augustyn Dziwisz, polski piłkarz, trener (ur. 1918)
- 1984:
  - Ernesto Mascheroni, urugwajski piłkarz (ur. 1907)
  - Raoul Salan, francuski generał (ur. 1899)
- 1985 – Erik Ågren, szwedzki bokser (ur. 1916)
- 1986:
  - Quinn McNemar, amerykański psycholog i statystyk (ur. 1900)
  - Rudy Vallée, amerykański aktor, piosenkarz (ur. 1901)
- 1987 – Viola Dana, amerykańska aktorka (ur. 1897)
- 1988 – Richard Schulze-Kossens, niemiecki żołnierz, adiutant Adolfa Hitlera (ur. 1914)
- 1989 – Jim Backus, amerykański aktor (ur. 1913)
- 1991:
  - Domingo Tarasconi, argentyński piłkarz (ur. 1903)
  - James Van Alen, amerykański tenisista, działacz sportowy (ur. 1902)
  - Ernst Witt, niemiecki matematyk (ur. 1911)
- 1992:
  - Stanisław Antos, polski generał dywizji (ur. 1922)
  - Emil Granat, polski poeta (ur. 1928)
  - Piotr Hemperek, polski duchowny katolicki, biskup pomocniczy lubelski (ur. 1931)
  - Luigi Marchisio, włoski kolarz szosowy (ur. 1909)
- 1994 – Lew Hoad, australijski tenisista (ur. 1934)
- 1995 – Ricardo González, amerykański tenisista (ur. 1928)
- 1996:
  - Krzysztof Beck, polski sztangista (ur. 1930)
  - Wanda Łuczycka, polska aktorka (ur. 1907)
- 1997 – Stanley Stanczyk, amerykański sztangista pochodzenia polskiego (ur. 1925)
- 1999:
  - Herta Heuwer, niemiecka restauratorka (ur. 1913)
  - Mark Sandman, amerykański muzyk, wokalista, autor tekstów, członek zespołu Morphine (ur. 1952)
- 2000:
  - Enric Miralles, hiszpański architekt (ur. 1955)
  - Dorino Serafini, włoski kierowca i motocyklista wyścigowy (ur. 1909)
  - Georgi Tringow, bułgarski szachista (ur. 1937)
- 2001:
  - Billy Liddell, szkocki piłkarz (ur. 1922)
  - Mordecai Richler, kanadyjski pisarz pochodzenia żydowskiego (ur. 1931)
- 2002:
  - Michel Henry, francuski filozof, fenomenolog, pisarz (ur. 1922)
  - Łucja Prus, polska piosenkarka (ur. 1942)
- 2003:
  - Jan Dubis, polski polityk, poseł na Sejm PRL (ur. 1925)
  - Sat-Okh, polski pisarz, gawędziarz, artysta pochodzenia indiańskiego (ur. 1925)
  - Hedy Schlunegger, szwajcarska narciarka alpejska (ur. 1923)
- 2004 – Andrijan Nikołajew, radziecki generał major lotnictwa, kosmonauta (ur. 1929)
- 2005:
  - Alberto Lattuada, włoski reżyser filmowy (ur. 1914)
  - Gaylord Nelson, amerykański polityk, gubernator stanu Wisconsin (ur. 1916)
  - Harrison Young, amerykański aktor (ur. 1930)
- 2006:
  - Joshua Budziszewski Benor, polski malarz, rzeźbiarz, fotograf pochodzenia żydowskiego (ur. 1950)
  - Gerhard Fischer, niemiecki dyplomata (ur. 1921)
  - Lorraine Hunt Lieberson, amerykańska śpiewaczka operowa (sopran i mezzosopran) (ur. 1954)
  - Jack Smith, amerykański muzyk, aktor, prezenter radiowy (ur. 1913)
- 2007:
  - Maria Hirszowicz, polski socjolog (ur. 1925)
  - Claude Pompidou, francuska pierwsza dama (ur. 1912)
  - Boots Randolph, amerykański saksofonista (ur. 1927)
- 2008:
  - Larry Harmon, amerykański producent telewizyjny, komik, aktor (ur. 1925)
  - Harald Heide-Steen jr., norweski aktor, komik, piosenkarz (ur. 1939)
  - Marzio Romano, szwajcarski kierowca wyścigowy (ur. 1955)
- 2009:
  - Antony Alda, amerykański aktor, reżyser i scenarzysta filmowy (ur. 1956)
  - Jerzy Głazek, polski geolog, speleolog, taternik (ur. 1936)
  - Andrzej Klubiński, polski dziennikarz (ur. 1948)
- 2010:
  - Stanisław Chojnacki, polski historyk sztuki, etiopista (ur. 1915)
  - Abu Daoud, palestyński terrorysta, przywódca organizacji „Czarny Wrzesień” (ur. 1937)
  - Herbert Erhardt, niemiecki piłkarz (ur. 1930)
- 2011:
  - Ali Bahar, bahrajński wokalista, gitarzysta, organista, założyciel zespołu El Ekhwa (ur. 1960)
  - Anna Massey, brytyjska aktorka (ur. 1937)
- 2012:
  - Andy Griffith, amerykański aktor (ur. 1926)
  - Yvonne B. Miller, amerykańska polityk (ur. 1934)
  - Sergio Pininfarina, włoski stylista motoryzacyjny, polityk (ur. 1926)
- 2013:
  - Hanna Olechnowicz, polska psycholog (ur. 1918)
  - Radu Vasile, rumuński historyk, ekonomista, publicysta, polityk, premier Rumunii (ur. 1942)
- 2014:
  - Tadeusz Garb, polski hokeista, trener (ur. 1948)
  - Volkmar Groß, niemiecki piłkarz, bramkarz (ur. 1948)
- 2015:
  - Diana Douglas, amerykańska aktorka (ur. 1923)
  - Edmund Małachowicz, polski architekt, konserwator zabytków (ur. 1925)
  - Krystyna Siesicka, polska pisarka (ur. 1928)
  - György Szabad, węgierski historyk, polityk (ur. 1924)
- 2016:
  - John Michael Beaumont, brytyjski arystokrata (ur. 1927)
  - Noel Neill, amerykańska aktorka (ur. 1920)
- 2017:
  - Mieczysław Pater, polski historyk, wykładowca akademicki (ur. 1927)
  - Paolo Villaggio, włoski aktor, pisarz (ur. 1932)
- 2018:
  - Maria Ewa Kamińska, polska profesor doktor habilitowana inżynier nauk technicznych (ur. 1939)
  - Aleksander Polek, polski aktor (ur. 1936)
- 2019:
  - Perro Aguayo, meksykański wrestler (ur. 1946)
  - Jacek Baluch, polski literaturoznawca, tłumacz, profesor nauk humanistycznych, dyplomata (ur. 1940)
  - Wojciech Jankowiak, polski scenograf teatralny i telewizyjny (ur. 1947)
  - Tytus Karlikowski, polski żołnierz AK, uczestnik powstania warszawskiego, działacz kombatancki (ur. 1927)
- 2020:
  - Earl Cameron, brytyjski aktor (ur. 1917)
  - Scott Erskine, amerykański seryjny gwałciciel i morderca (ur. 1962)[potrzebny przypis]
  - Ardico Magnini, włoski piłkarz (ur. 1928)
  - Marek Wortman, polski reżyser filmowy i teatralny (ur. 1941)
- 2021:
  - Abelardo Alvarado Alcántara, meksykański duchowny katolicki, biskup pomocniczy archidiecezji meksykańskiej (ur. 1933)
  - Waldemar Mühlbächer, niemiecki piłkarz (ur. 1937)
  - Ted Nash, amerykański wioślarz (ur. 1932)
  - Edward Ozimek, polski fizyk, akustyk, wykładowca akademicki (ur. 1939)
  - Roberto Rodríguez, argentyński duchowny katolicki, biskup La Rioja (ur. 1936)
  - Tadeusz Taworski, polski inżynier zootechnik, dyrektor ogrodu zoologicznego, samorządowiec, działacz społeczny (ur. 1931)
- 2022:
  - Robert Curl, amerykański chemik, wykładowca akademicki, laureat Nagrody Nobla (ur. 1933)
  - Ryszard Piekut, polski poeta, prozaik, działacz organizacji emigracyjnych (ur. 1950)
  - Anna Kubatko-Zielińska, polska lekarka, okulistka, strabolog, wykładowczyni akademicka (ur. 1942)
  - Janina Szombara, polska pianistka, pedagog muzyczna (ur. 1919)
- 2023:
  - Mo Foster, brytyjski muzyk sesyjny, gitarzysta basowy, producent muzyczny (ur. 1944)
  - Maria Krok, polska biegaczka narciarska (ur. 1947)
  - Don Reinhoudt, amerykański sztangista, trójboista siłowy, strongman (ur. 1945)
  - Andrzej Składanowski, polski inżynier chemik, biochemik, wykładowca akademicki (ur. 1959)
- 2024:
  - Nugzari Curcumia, gruziński zapaśnik (ur. 1997)
  - Roland Dumas, francuski prawnik, polityk, minister spraw zagranicznych (ur. 1922)
  - José de Jesús Nuñez Viloria, wenezuelski duchowny katolicki, biskup Ciudad Guayana (ur. 1938)
- 2025
  - László Horváth, węgierski pięcioboista nowoczesny (ur. 1946)
  - Diogo Jota, portugalski piłkarz (ur. 1996)
  - Michael Madsen, amerykański aktor (ur. 1957)
  - Manolis Piławow, ukraiński działacz piłkarski, samorządowiec, burmistrz Ługańska, separatysta prorosyjski (ur. 1964)
  - Peter Rufai, nigeryjski piłkarz (ur. 1963)
  - André Silva, portugalski piłkarz (ur. 2000)